# Parti républicain chinois (Taïwan)
Pour les articles homonymes, voir Parti républicain chinois.
Le Parti républicain chinois ou Minkuotang (中國民國黨) est un parti politique taïwanais établi le 13 mars 2015 par Hsu Hsin-ying, ancienne représentante du Kuomintang. Le 25 janvier 2019, le parti se fond dans l'Alliance du parti du congrès, parti fondé en octobre 2018.

## Drapeau du parti et emblème

Drapeau du Minkuotang

Le drapeau du Minkuotang se compose de l'emblème national taïwanais au centre et d'un fond doré, représentant l'objectif du parti de relancer le pays et de le rendre riche. D'abord controversé en raison de l'utilisation de l'emblème national, il fut finalement autorisé par le ministère de l'Intérieur.

## Controverse
Peu de temps après sa création en 2015, le parti a été accusé d'avoir été financé pour des causes religieuses, après qu'il a été révélé qu'une personnalité religieuse éminente zen, Maître Wujue Miaotian, soutenait le parti pour les élections générales de 2016. La dirigeante du parti, Hsu Hsin-ying, a nié ces allégations, déclarant que le parti « appartient au peuple ».

## Voir également
- Alliance du parti du congrès